# Дитячий дезінтегративний розлад
Дитячий дезінтегративний розлад (англ. Childhood disintegrative disorder CDD) — порушення психічного розвитку, для якого характерна різка втрата набутих навичок. Дебют хвороби реєструється в 2-10 років, коли дитина стає нетовариською, починає повільно вирішувати завдання, не виконує звичні для нього дії. У перші роки життя у малюка не спостерігається затримка розвитку. Інакше патологія називається синдром Геллера (в честь австрійського педагога, який вперше описав хворобу).

## Причини
Справжня причина виникнення захворювання досі не з'ясована. Згідно з останніми дослідженнями, існує певний зв'язок між патологією і дисфункцією структур ЦНС. Близько 50 % пацієнтів мають зміни активності нейронів мозку, що реєструється за допомогою ЕЕГ. Серед передбачуваних факторів слід виділити лейкодистрофію, інфекційних агентів, генетичну схильність.

## Симптоми
Появі яскравих ознак хвороби передують такі симптоми як дратівливість, тривожність, гіперактивність, зниження концентрації уваги, уповільнення виконання поставлених завдань, втрата навичок збору конструктора та малювання.
Через кілька місяців з'являються такі ознаки як збіднення словникового запасу, поява труднощів з формуванням фраз (дитина починає односкладово відповідати), невиразність мови, зниження інтересу до колективних ігор, замкнутість, емоційне збіднення, байдужість, стереотипні рухи.
Згодом дитина стає нездатною до самообслуговування, збільшується гіперактивність, спостерігаються розлади сечовипускання. Вже через рік діти повністю втрачають навички виконання побутових завдань, замикаються у собі і не спілкуються з оточуючими. Труднощі в майбутньому для дитини полягають у відсутності можливості отримати хорошу освіту, професію.

## Діагностика
Вперше психічні порушення можуть бути помічені педіатром, неврологом, після чого потрібна консультація психолога, логопеда. Фахівці проводять ретельне обстеження маленького пацієнта, яке включає бесіду, спостереження, психологічне тестування. Це дає можливість виключити аутизм, шизофренію. До критеріїв діагностики відноситься:
- наявність періоду нормального розвитку дитини тривалістю від двох років;
- швидкий розвиток патології (до року);[3]

## Лікування
Виходячи з напрацьованою статистики, для досягнення позитивних результатів у лікуванні, потрібен комплексний підхід із залученням лікарів таких спеціальностей як невролог, психолог,фізичний терапевт, отоларинголог, логопед, імунолог. Він включає корекційні, розвиваючі заняття з логопедом, психологом, сімейні консультації (для навчання батьків правильному спілкуванню, поведінки з дитиною, надання допомоги у виконанні спеціальних вправ), соціальну реабілітацію.
Більша частина лікування базується на техніках модифікації поведінки, які виконуються у високоструктурованих умовах. Однією з найбільш відомих та найбільш широко використовуваних методів лікування є прикладний аналіз поведінки або ABA. Ця методологія включає принципи навчання модифікації поведінки дітей. Поряд із поведінковою терапією зазвичай застосовується також поведінкова терапія.
Всі заходи спрямовані на відновлення втрачених функцій, навичок, а також подальшого розвитку дітей. Завдяки повному обстеженню дитини, застосуванню перевірених лікувальних методик лікарям вдається досягти хорошого результату в терапії, реабілітації.
Перевага саме дитячого лікаря полягає в тому, що він має великий досвід спілкування з маленькими пацієнтами, швидко знаходить підхід до кожного, що дає можливість провести консультацію для дитини з найменшим стресом для неї.

## Епідеміологія
Дитячий дезінтегративний розлад за загальною оцінкою зустрічається у 1,7 з 100 000 дітей.  Переважають особи чоловічої статі.